# Тагариш
Тагари́ш (рос. Тагарыш) — селище у складі Новокузнецького району Кемеровської області, Росія. Входить до складу Красулинського сільського поселення.

## Населення
Населення — 245 осіб (2010; 631 у 2002).
Національний склад (станом на 2002 рік):
- росіяни — 93 %